# Caerostris
Genre
Synonymes
- Trichocharis Simon, 1895

Caerostris est un genre d'araignées aranéomorphes de la famille des Araneidae.

## Distribution
Les espèces de ce genre se rencontrent écozones afrotropicale et indomalaise.

## Liste des espèces
Selon World Spider Catalog (version 26, 29/04/2025) :
- Caerostris almae Gregorič, 2015
- Caerostris bankana Strand, 1915
- Caerostris bojani Gregorič, 2015
- Caerostris corticosa Pocock, 1902
- Caerostris cowani Butler, 1882
- Caerostris darwini Kuntner & Agnarsson, 2010
- Caerostris ecclesiigera Butler, 1882
- Caerostris extrusa Butler, 1882
- Caerostris hirsuta (Simon, 1895)
- Caerostris indica Strand, 1915
- Caerostris kuntneri Gregorič & Yu, 2025
- Caerostris linnaeus Gregorič, 2015
- Caerostris mayottensis Grasshoff, 1984
- Caerostris mitralis (Vinson, 1863)
- Caerostris pero Gregorič, 2015
- Caerostris sexcuspidata (Fabricius, 1793)
- Caerostris sumatrana Strand, 1915
- Caerostris tinamaze Gregorič, 2015
- Caerostris vicina (Blackwall, 1866)
- Caerostris wallacei Gregorič, Blackledge, Agnarsson & Kuntner, 2015

## Systématique et taxinomie
Ce genre a été décrit par Thorell en 1868 dans les Epeiridae.
Trichocharis a été placé en synonymie par Grasshoff en 1984.

## Publication originale
- Thorell, 1868 : « Araneae. Species novae minusve cognitae. » Kongliga Svenska Fregatten Eugenies Resa omkring Jorden, Uppsala, Zoologi, Arachnida, p. 1-34.